# Calm Season
Calm Season je české hudební duo. Tvoří ji dvojice Terezie Kovalová (violoncello) a Adam Vopička (zpěv, kytara). Své debutové album Mosaic Views dvojice vydala v listopadu 2012. První album je zpívané v angličtině, zatímco druhé, které dostalo název Symboly a vyšlo o dva roky později, obsahuje česky zpívané písně.

## Diskografie
- Mosaic Views (2012)
- Symboly (2014)